# 西迪布濟德 (阿爾及利亞)
35°57′N 0°27′E / 35.950°N 0.450°E

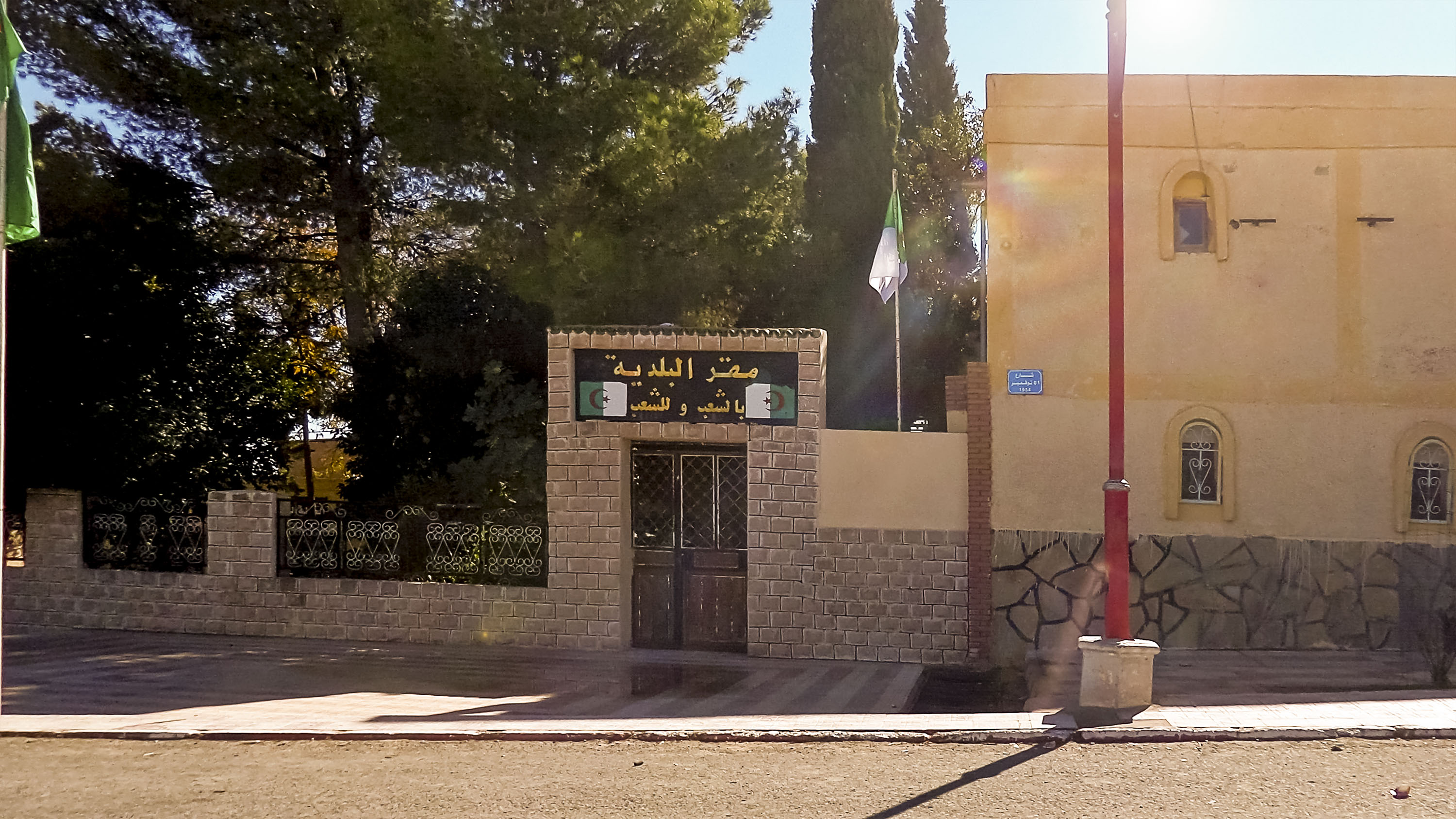
西迪布濟德的市政廳

西迪布濟德（阿拉伯语：‎），是阿爾及利亞的城鎮，位於該國中部艾格瓦特省，由阿夫盧區負責管轄，面積860平方公里，2008年人口5,191，人口密度每平方公里6人。